# Купчинська (станція)
Купчинська — вантажна залізнична станція 2-го класу на «південній портовій залізниці» в Санкт-Петербурзі.
Заснована в 1930 р. Колійний розвиток — 7 колій. Від станції відгалужується перемичка на станцію Рибальське, колія примикання на станцію Шушари і під'їзні колії до підприємств. Станцією прямує межа Санкт-Петербурзького і Санкт-Петербург - Вітебського регіонів обслуговування Жовтневої залізниці.